# Kaillie Humphries
Kaillie Humphries (n. 4 septembrie 1985, Calgary, Alberta, Canada) este o sportivă ce a reprezentat Canada și Statele Unite ale Americii, medaliată olimpică. A participat la 4 ediții ale Jocurilor Olimpice (2010, 2014, 2018, 2022) în care a câștigat trei medalii de aur și o medalie de bronz în proba de bob.